# Првенство Србије у рагбију тринаест 2022.
Лига Србије у рагбију тринаест 2022. је била 21. сезона Лиге наше државе у рагбију 13. 
Учествовало је осам српских рагби 13 клубова, а титулу је освојила Црвена звезда из Београда, која је у великом финалу победила ривала Партизан. Тако су београдски, црвено-бели тринаестичари, дошли до седме узастопне титуле државног првака Републике Србије у рагбију 13.

## Списак учесника
- Земун
- Дорћол тигрови
- Херој Полет
- Раднички Нови Београд
- Раднички Ниш
- Морава Гепарди Лесковац
- Црвена звезда
- Партизан

## Резултати и извештаји са утакмица

### Лигашки део сезоне

#### Прво коло
Црвена звезда - Земун 60-4
Утакмицом Црвена звезда – Земун, која је одиграна у петак на рагби терену на Ади Циганлији почело је 21. Првенство Србије у рагбију 13 за сениоре. Након два исцрпљујућа дуела са Партизаном у Супер Купу Србије и у финалу Балканске Супер Лиге, актуелном шампиону је добро дошла једна лакша утакмица. Црвено бели су је лагано одрадили са пола снаге и тако напунили батерије јер их већ наредног викенда чека сусрет са Радничким у Нишу. Земун који је практично други тим црвено белих пружио је солидан отпор на свом повратку у прволигашки караван.
Игралиште: Ада Циганлија. Гледалаца: 20. Судија: Ненад Жујић.
Поени за Црвену звезду 13 есеја: Рајко Трифуновић 5 и 11 мин, Игор Веселинов 16 , 27 и 61 мин, Вук Штрбац 30 и 54 мин, Владислав Дедић 36 мин, Војислав Дедић 45 и 68 мин Лазар Тарлановић 66, Урош Мартиновић 75, Валентино Миловановић 78. Голови: 4/13 Вук Штрбац 2, Владислав Дедић 2,
Поени за Земун: есеј 1 – Лука Војичић 19 мин. Гол: 0/1.
Црвена звезда: Валентино Миловановић, Игор Веселинов, Рајко Трифуновић, Денис Ченгај, Лазар Тарлановић, Вук Штрбац, Војислав Дедић, Данило Косановић, Владислав Дедиц, Урош Мартиновић, Марко Јанковић, Марко Шатев, Стефан Недељковић
Земун: Силвер Зенуни, Филип Ћирковић, Михајло Марковић, Драган Крањцец, Дин Дуљај, Лука Трифуновић, Стефан Андрић, Јован Јовић, Никола Младеновић, Ален Ченгај, Лука Бојчић, Лука Брашанац, Ратко Јуришић, Резерва: Марк Роберт Пуллен
Раднички Ниш - Морава Гепарди 42-18
У првом колу Првенства Србије за сениоре у локалном дербију југа Србије домаћи Раднички је савладао Гепарде из Лесковца са 42-18. Због заузетости терена СЦ Чаир, утакмица је одиграна у необичајно термину у 9 часова ујутру. Када се мало загребе у историју Српског рагбија 13 доћи ћемо да ипак данашњи меч није најраније одиграна првенствена утакмица. Тај епитет припада утакмици између Београдског Радничког и Змаја из Земуна, која је одиграна 1958 године у 8 часова ујутру на стадиону Радничког у Дунавској улици на Дорћолу.
Партизан - Херој Полет 40-16
Партизан је након пораза у финалу Балканске Супер Лиге данас донекле залепио ране сигурним тријумфом против Херој Полета у првом колу Првенства Србије.
Стадион: ФК Херој Полет. Гледалаца: 50. Судија: Стефан Стаменић (Београд).
Партизан 1953: Андреј Маринковић, Урош Илић, Бранко Шабановић, Анастас Нешић, Енис Бибић, Владо Кушић, Немања Манојловић, Велибор Карановић, Страхиња Стоиљковић, Дарио Абидиновић, Денис Бајрами, Јасмин Бибић, Дјордје Крњета.
Херој Полет: Топлица Ристић, Предраг Јоксимовић, Стеван Петровић, Стеван Иванковић, Роналдо Битићи, Перо Маџаревић, Дарко Самарџић, Филип Самарџић, Милан Јаћимовски, Коста Стојковић, Марко Милићевић, Душан Ћирковић, Лазар Бустић, Резерве: Филип Нешић, Иван Анастасијевић.

#### Друго коло
Раднички Нови Београд - Партизан 4-60
У другом колу Првенства Србије за сениоре, црно бели су лако савладали Београдски Раднички са 4-60 (0-36). Утакмица је одиграна на стадиону ФК Херој Полета у Јајинцима. После дуже паузе у састав Партизана се поново вратио Душан Милутиновић, а одличну шутерску форму показао је Стахиња Стоиљковић који је успешно реализовао свих 10 претварања. Пацови иако номинално домаћини играли су на гостујућем терену, због пожара који је пре неколико недеља избио на стадиону Радничког на Новом Београду. Играчи Радничког су данас наступили у „новој“ гарнитури дресова, јер им је један део опреме страдао у пожару.
Раднички Нови Београд – Партизан 1953 4-60 (0-36)
Стадион: ФК Херој Полет Јајинци. Гледалаца: 30. Судија: Слободан Манак (Београд)
Поени за Раднички Нови Београд: 1 есеј – Марко Јаковљевић 68 мин. Голови: Стефан Новаковић 0/1.
Поени за Партизан 1953: 10 есеја: Страхиња Стојиљковић 7, 15 и 43 мин, Немања Манојловић 19 мин, Томица Стојиљковић 22 и 65 мин, Урош Илић, 30 мин, Ђорђе Крњета 38 мин, Велибор Карановић 61 мин, Душан Милутиновић 75 мин. Голови: Страхиња Стојиљковић 10/10.
Раднички Нови Београд: Јован Лончар, Даниел Сканлон, Филип Самарџић, Дарко Самарџић, Ненад Друловић, Јован Грубишић, Марко Јаковљевић, Лазар Настић, Стеван Иванковић, Иван Родић, Богдан Раичевић, Александар Марковић, Стефан Новаковић.
Партизан 1953: Андреј Маринковић, Стефан Миленковић, Анастас Нешић, Страхиња Стојиљковић, Јасмин Бибић, Бранко Чарапић, Немања Манојловић, Велибор Карановић, Душан Милутиновић, Ђорђе Крњета, Томица Стоиљковић, Енис Бибић, Урош Илић. Резерве: Бранко Шабановић, Денис Бибић.
Морава Гепарди - Земун 56-24
У 2 колу Првенства Србије данас је у Лесковцу домаћа екипа ОРЛК Морава Гепарди савладала РЛК Земун са 56-24 (32-6). Домаћи су стартовали силовито, и већ након десетак минута, након три есеја Томице Стојиљковића стигли до предности од 16-0 коју нису испуштали све до краја утакмице. Овом победом поред два важна бода у првенственој трци, Лесковчани су наставили континуитет добрих игара започет још прошле године нерешеним резултатом против Локомотиве из Софије у Балканској супер Лиги и победом над Раднички Нови Београд у последњем колу Првенства Србије. Разлога за задовољство имају и Земун и који су и поред пораза оставили одличан утисак. О томе најбоље говоре речи тренера Земунаца Владислава Дедића ,,Поносан сам на момке који су данас истрчали на терен и исписали нове странице историје РЛК Земун. Резултат није онај који смо прижељкивали, али шта је ту је. Доста ствари треба да поправимо и наредни период посветићемо раду на својој игри. Нећу пропустити прилику да нагласим да овај јако млади тим има пуно потенцијала, храбрости и да, на основу оного што су показали на терену, стасавају у одличне рагбисте, а и људе.”
Морава Гепарди – Земун 56-24 (32-6)
Првенство Србије 2 коло. Стадион: ФК Слога Лесковац. Гледалаца: 150. Судија: Лазар Живковић (Ниш).
Поени за Мораву Гепарде – 10 есеја: Томица Стојиљковића 3, 7, 9, 17 и 20 мин., Никола Цветковић 45 мин, Урош Стојковић 19, 29 и 51 мин, Стефан Миленковић 76 мин. Голови: Александар Павловић 8/10.
Поени за Земун – 4 есеја: Лука Трифуновић, Лука Бојчић и Ненад Жујич 2 есеја. Голови: Никола Петковић 4/4.
ОРЛК Морава Гепарди: Томица Стојиљковића, Никола Цветковић, Никола Анђелковић, Марко Милићевић, Јован Анђелковић, Лазар Стаменковић, Никола Вучић, Митар Јовић, Стефан Миленковић, Ђорђе Дубљевић, Урош Стојковић, Томица Костић, Александар Павловић. Резерве: Иван Пантић, Огњен Ђорђевић, Марио Тодоровић, Лука Илић.
РЛК Земун: Валентино Миловановић, Филип Богдановић, Балша Жарковић, Никола Петковић, Силвер Зенуни, Лука Трифуновић, Марк Пулен, Данило Косановић, Драган Крањчец, Ненад Жујић, Лука Бојчић, Ратко Јуришић, Слободан Манак. Резерве: Никола Младеновић, Немања Милосављевић, Ален Ченгај, Горан Шипка.
Раднички Ниш - Црвена звезда 22-40
Одложеном утакмицом другог кола Првенства Србије између Радничког и Црвене звезде, која је одиграна данас у Нишу, практично је спуштена завеса на пролећни део рагби 13 сезоне у Србији. Актуелни шампиона и тренутни лидер на табели Црвена звезда наставила је свој победнички низ и забележила шесту победу у шест одиграних кола у Првенству Србије. Црвено бели притом имају још 6 тријумфа у Балканској Супер Лиги, али ипак нису остварили 100% учинак у овој сезони, јер су на премјери у Супер Купу Србије поражени од Партизана 1953.
Раднички је данас пружио врло добар отпор црвено белима, који су истини за вољу на Чаиру допутовали без неколико стандардних играча. Шансу су добили младићи из јуниорског погона, пре свих Лука Трифуновић, Ален Ченгај који су знали да искористе своје шансе.
Раднички Ниш – Црвена звезда 22-40
Стадион: СЦ Чаир. Гледалаца:100. Судија: Радослав Новаковић (Београд). Помоћници: Милош Стаменковић, Никола Цветковић (оба Лесковац)

#### Треће коло
Црвена звезда - Партизан 30-16
У трећем колу Првенства Србије данас је на стадиону ФК Херој Полета у Јајинцима актуелни шампион Црвена звезда савладала свог најближег такмаца Партизан 1953 са 30-16 (18-6). Био је то трећи сусрет вечити ривала ове године и друга победа црвено белих. Може се рећи да је дерби оправдао очекивања око 50-так најупорнијих навијача, којима ни ветар и тмурни облаци нису сметали да бодре играче оба тима.
Почетак утакмице припао је црно белима који су у 10 минуту повели са 6-0, након есеја Томице Стојиљковића и гола Александра Павловића. У 23 минуту Звезда је поравнала резултат након есеја Александра Штефуља и гола Војислава Дедића . Само три минута касније Дедић је постигао и есеј, а Стефан Недељковић је довео црвено беле у вођство од 12-6. До краја првог полувреме а Звезда је постигла и трећи есеј у 32 минуту преко Николе Дјурића и након још једног успешног претварања Недељковића на одмор отишла са предношћу од 18-6.
У ддругом полувреме у Партизан се у 54 минуту након есеја Роналд Битичија примакао на 18-10, али су црвено бели са два есеја у 58 и 61 минуту Ченгај и Војислава Дедића и два гола Недељковића отишли на 30-10. До краја утакмице Партизан се само успео да у 78 ублажи пораз другим есејем Роналд Битичија и голом Страхиње Стоиљковића.
Партизан 1953 – Црвена звезда 16-30 (6-18)
Београд, Стадион ФК Херој Полет Јајинци. Гледалаца: 50. Судија: Дјордје Дивиц. Помоцници: Стефан Стаменић и Милош Стаменковић.
Поени за Партизан 1953: 3 есеја – Томица Стоиљковић 10 мин, Роналдо Битичи 54 и 78 мин. Голови Александар Павловић 1/2, Страхиња Стојиљковић 1/1.
Поени за Црвену звезду: 5 есеја – Александар Штефуљ 23 мин, Војислав Дедић 26 и 61 мин, Никола Дјурић 32 мин, Денис Ченгај 58 мин. Голиви: Војислав Дедић 1/1, Стефан Недељковић 4/4.
Партизан 1953: Андреј Маринковић, Немања Манојловић, Томица Стоиљковић, Енис Бибић, Стефан Милинковић, Бранко Чарапић, Александар Павловић, Велибор Карановић, Стеван Иванковић, Јасмин Бибић, Душан Милутиновић, Дјордје Крњета, Денис Бибић. Резерве: Роналдо Битичи, Анастас Несић, Страхиња Стојиљковић, Дарко Самарџић.
Црвена звезда: Валентино Миловановић, Александар Штефуљ, Денис Ченгај, Миодраг Томић, Мирослав Селимовски, Владислав Дедић, Војислав Дедић, Урош Мартиновић, Вук Штрбац, Ненад Жујић, Петер Милановић, Никола Дјурић, Стефан Недељковић. Резерве: Марко Јанковић, Данило Косановић, Балша Жарковић, Марко Шатев. 
Раднички Ниш - Раднички Нови Београд 40-6
У другој утакмици трећег кола Првенства Србије састала су се два имењака из Ниша и Београда. Више успеха имали су домаћи који су славили са 40-6 (26-0). Нишлије које ове сезоне доживљавају праву ренесансу играју све боље и боље, што потврђујее и заиста одлична партија против „Пацова“. Одличну партију пружио је повратник у редове домаћих Александар Стојановић који је са три есеја био најефикаснији играч на терену и сасвим заслужено понео епитет најбољег играча на утакмици. Њему уз раме био је још један повратник Филип Стошић, а запажену партију пружио је Марко Ћук. Гости са подмлађеним тимом нису имали ни промил шансе да данас стигну до бодова. Успели су да прве поене упишу на семафору тек након сат времена игре, када је агресивним домаћинима почело да понестаје снаге.
Део заслуге за одличну партију домаћих има нови тренер „Чекићара“ Аустралијски стручњак Брет Дејвисон који се почетком недеље обрео на кормилу Нишлија. Некадашњи тренер наше сениорске и јуниорске репрезентације до 19 година, од 2018 године борави у Србији и свакако ће бити велико појачање за Раднички који је његовим ангажовањем показао да има велике планове за ову и наредне сезоне.
Раднички Ниш – Раднички Нови Београд 40-6 (26-0)
Стадион СЦ Чаир. Гледалаца 100. Судија: Радослав Новаковић (Београд)
Поени за Раднички Ниш: 8 есеји – Александар Стојановић 9, 35 и 49 мин, Урош Стојковић 17 мин, Лука Илић 21, мин, Марко Ћук 39 мин, Филип Стошић 57 и 78 мин. Голови: Марко Ћук 3/7, Александар Стојановић 1/1.
Поени за Раднички Нови Београд: есеј – Јован Грубишћић 60 мин. Гол: Стефан Новаковић 1/1.
Раднички Ниш: Александар Стојановић, Дјордје Вукановић, Лазар Живковић, Урош Стојиљковић, Огњен Дјордјевић, Филип Стошић, Лазар Стаменковић, Александар Илић, Марко Ћук, Михајло Јовић, Лука Илић, Стефан Арсић, Марк Пулен. Резерве: Марко Ђорђевић, Вељко Ђорђевић, Владимир Динић, Александар Стошић.
Раднички Нови Београд: Јован Лончар, Дарко Самарџић, Филип Нешић, Богдан Раичевић, Страхиња Васовић, Јован Грубишић, Данијел Скохолон, Илија Тинтор, Атанас Тримчевски, Стефан Новаковић, Ненад Друловић, Александар Марковић, Алекса Живојиновић Резерве: Филип Рашковић, Филип Самарџић. 
Морава Гепарди - Дорћол Тигрови 12-46
У трећем колу Првенства Србије, Тигрови су у Лесковцу савладали домаће Гепарде. Гости из Београда су до победе дошли након фуриозног старта и одличне игре у првом полувремену које су добили са 28-0. У наставку домаћи су преко Уроша Стојовића (два есеја) и Александра Павловића (два гола) успели да се упишу на семофор и бар мало ублаже убедљив пораз.
Морава Гепарди – Дорћол Тигрови 12-46 (0-28)
Првенство Србије 3 коло. Стадион: ФК Дубочица терен са вештачком травом. Гледалаца: 50. Судија: Лазар Живковић (Ниш).
Поени за Мораву Гепарде: 2 есеја – Урош Стојковић 58 и 78 мин. Голови: Александар Павловић 2/2.
Поени за Дорћол Тигове: 9 есеја – Иван Николић 5 и 48 мин, Стефан Симовић 11 мин, Урош Поповић 25 и 65 мин, Никша Унковић 30 мин, Матија Недељковић 39 мин, Бранислав Радић 69 мин, Милош Тамбурић 74 мин.
Морава Гепарди Лесковац: Томица Стојиљковић, Јован Анђелковић, Урош Стојковић, Никола Анђелковић, Марко Тодоровић, Никола Вучић, Лазар Миленковић, Ђорђе Дубљевић, Стефан Миленковић, Митар Јовић, Лука Илић, Огњен Ђорђевић, Александар Павловић. Резерве: Милош Костић, Трајче Малићевић, Стефан Станковић, Никола Цветковић.
Дорћол Тигрови Београд: Матија Недељковић, Виктор Лукић, Иван Николић, Милош Тамбурић, Урош Поповић, Бранислав Радић, Арсеније Миленковић, Петар Павловић, Никша Унковић, Милош Јоксимовић, Стефан Ђорђевић, Стефан Симовић, Сергеј Деветак. Резерве: Радован Станић, Мирко Борисављевић.
Земун - Херој Полет 26-48
У одложеној утакмици трећег кола Херој Полет је на помоћном стадиону ФК Земуна савладао плаво зелене са 26-48 (16-18). Првобитно, утакмица је требала да се одиграли у суботу, али је због Ускршњих празника померена у уторак у вечерњи термин од 20.15 сати. Испоставило се да је то била добра одлука, јер су обе екипе пружиле врло добру игру у којој је око 100 гледала на стадиону и неколико стотина који су пратили директан пренос преко фејсбук странице федерације, уживало.
Земун је утакмицу отворио силовито. Домаћи су већ у 3 минуту есејем најстаријег играча Српске Рагби Лиге 46 Марка Роберта Пулена дошли у водство од 6-0. Још један ветеран Иван Ђорђевић у 11 минуту удвостручио је предност домаћих, али тада као да су се играчи Херој Полета пренули из сна и до краја полувремена успели су да преокрену резултат и на одмор оду са предношћу од 18-16. У другом полувремену домаћима као да је понестало снаге, што су гости искористили и на крају дошли до сигурне победе од 48-26 и два важна бода.
Земун – Херој Полет 26-48 (16-18)
Стадион: Градски стадион Земун, терен са вештачком травом. Гледалаца: 100. Судија: Петар Милановић.
Поени за Земун: 5 есеја – Марк Роберт Пулен 3 мин, Иван Ђорђевић 11 мин, Никола Младеновић 22 мин, Драган Крањчец 49 мин и Балша Жарковић 62 мин. Голови: Александар Штефуљ 1/2, Балша Жарковић 2/3.
Поени за Херој Полет: 8 есеја – Ђорђе Крњета 18, 25, 30 и 71 мин, Енис Бибић 43 мин, Страхиња Стојиљковић 46 мин, Андреј Маринковић 53 мин, Дарко Самарџић 75 мин. Голови: Страхиња Стојиљковић 8/8.
Земун: Валентино Миловановић, Александар Штефуљ, Лука Брашанац, Данило Косановић, Михајло Марковић, Марк Роберт Пулен, Лука Трифуновић, Марко Шатев, Никола Младеновић, Иван Ђорђевић, Балша Жарковић, Ненад Жујић, Слободан Манак. Резерве: Драган Крањчец, Игор Веселинов, Никола Милосављевић, Самиј Бајрами.
Херој Полет: Душан Ћирковић, Страхиња Стојиљковић, Велибор Карановић, Енис Бибић, Лазар Стаменковић, Вук Савановић, Горан Шипка, Јасмин Бибић, Лазар Тарлановић, Анастас Нешић, Никола Стојковић, Ђорђе Крњета, Андреј Маринковић. Резерве: Дарко Самарџић, Филип Нешић, Лазар Бустић, Филип Самарџ

#### Четврто коло
Раднички Нови Београд - Црвена звезда 10-76
У четвртом колу Првенства Србије актуелни лидер Црвена звезда савладала је као гост екипу Раднички Нови Београд са 76-10. Црвено-бели су диктирали темпо током целе утакмице, а домаћи су се трудили да пруже што јачи отпор, али и да постигну што више поена.
Дорћол тигрови - Земун 70-10
У одложеној утакмици 4 кола Првенства Србије данас су Тигрови на стадиону ФК Дорћола савладали Земун са 70-10. И поред убедљивог пораза, екипа Земуна, која је састављена од ветерана и младих играча, је показала велику борбеност и пожртвовање, а остаће записано да су на Дорћолу први пут наступили у новим дресовима.

#### Пето коло
Црвена звезда - Раднички Ниш 74-0
Црвена звезда је у 5 колу Првенства Срвије сигурном игром убедљиво савладала Раднички из Ниша. Црвено бели су тако наставила одличне игре у Првенству Србије. Утакмица је одиграна на Ади Циганлији по хладном и кишовитом времену. Гости су током целог меча били у подређеном положају, и нису успелу да постигну ни почасне поене.
Црвена звезда – Раднички Ниш 74-0 (46-0)
Игралиште. Ада Циганлија. Гледалаца: 50. Судија: Радослав Новаковић (Београд).
Поени за Црвену звезду: 13 есеја – Валентино Миловановић 2, 29 и 78 мин, Петар Милановић 8 и 39 мин, Милош Ћалић 11 мин, Војислав Дедић 20 мин, Никола Ђурић 32 мин, Игор Веселинов 35 мин, Милош Зоговић 56 мин, Марко Јанковић 68 мин, Александар Ђорђевић 71 мин, Лука Трифуновић 80 мин. Голови Милош Зоговић 10/12, Лука Трифуновић 1/1.

#### Шесто коло
Раднички Нови Београд - Раднички Ниш 24-28
Као и до сада, дуел два имењака из Београда и Ниша донео је занимљиву и неизвесну борбу. Победа и два важна бода припали су гостима из Ниша, који су били концетрисанији и конкретнији у одлучујућим моментима у којима се ломио резултат.
Раднички Нови Београд – Раднички Ниш 24-28 (18-10)
Игралиште: ФК Сава 45. Гледалаца: 100. Судија: Ђорђе Дивић (Београд).
Раднички Нови Београд: Атанас Тримчевски, Јован Грубишић, Алекса Живојиновић, Богдан Рајичевић, Јован Лончар, Марко Јаковљевић, Лазар Настић, Александар Марковић, Славко Јовановић, Игњат Ђокић, Илија Тинтор Стефан Новаковић, Илија Галић. Резерве: Ђорђе Крњета, Филип Самарџић, Филип Самарџић, Дарко Стошић.
Раднички Ниш: Александар Стојановић, Славко Марковић, Александар Митић, Михајло Јовић, Лазар Живковић, Иван Пантић, Ђорђе Хаџи Вучковић, Огњен Ђорђевић, Вељко Ђорђевић, Марк Пулен, Милош Уруковић, Немања Радовановић, Лука Илић. Резерве: Никола Митровић
Црвена звезда - Партизан 32-22
У још једном вечитом дербију, четвртом ове сезоне Црвена звезда је забележила трећу победу и тако потврдила да је на најбољем путу да одбрани титулу шампиона Србије. Победом од 32-22 (16-10) црвено бели су наставили серију без пораза у Првенству Србије и већ сада обезбедили прву позицију у плаy офу. Партизан је данас пружио снажан отпор. Два пута су црно бели успевали да поравнају резултат. Први пут у 50 минуту на 16-16, а затим и десет минута касније код резултата 22-22. Ипак, у завршници је Звезда била конкретније и есејима Николе Ђурића у 72 минуту и Петра Милановића у 77 минуту стигла до важне победе и два нова бода. Прилику за реванш Партизан ће имати већ наредне недеље када се игра финале Балканске Супер Лиге.
Црвена звезда – Партизан1953 32-22 (16-10)
Игралиште: Ада Циганлија. Гледалаца: 100. Судија: Лазар Живковић (Ниш).

#### Седмо коло
Земун - Дорћол тигрови 16-26
Након летње паузе утакмицима 7 кола Првенства Србије настављена је 21 рагби 13 сезона у Србији. Градски дерби између Земуна и Тигрова одигран је на Ади Циганлији. Више успеха имала је екипа са Дорћола која је на крају по јаком пљуску и тешком расквашеном терену, славила са 16-26 (4-10). Гости су у водство дошли већ у 9 минуту и предност су држали константно све до 57 минута када је Земун успео да изједначи резултат на 16-16. Када се очекивало да ће домаћи успети да направе преокрет, Земунцима је понестало снаге па су Тигрови дошли до тријумфа и два нова бода.
Раднички Ниш - Партизан 6-56
У наставку Првенства Србије Партизан је на гостовању у Нишу савладао домаћи Раднички са 56-6. Партизан је у јесењу сезону ушао са знатно појачаним тимом. Након више од 4 месеца у екипу су се вратили Драган Јанковић и Стеван Стевановић, а за црно-беле је дебитовао и Велшанин Давис Тобy.

### Велико финале
Велико финале 21. Првенства Србије за сезону 2022 припало је Црвеној звезди. Црвено-бели су потпуно заслужено савладали Партизан и на најбољи начин се реванширали вечитом ривалу за прошлонедељни пораз у финалу Купа Србије. Звезда је до укупно 7 титуле првака Србије, а шесте узастопне стигла након одличне игре у другом делу утакмице, када је потпуно сломила отпор Партизана. Актуелни шампион у водство од 6-0 је дошао у 13 минуту утакмице, након есеја Денис Ченгаја и гола Војислава Дедића. Од тада па све до краја меча, Звезда је мање више била бољи ривал. Диктирала је темпо, покушавајући да сломи отпор ривала. Партизан се како тако држао у првом полувремену, али црно бели брод је лагано почео да тоне око 25 минута када је Стеван Стевановић због повреде морао да напусти терен.
Црвена звезда – Партизан 1953 44-12 (12-6)
Стадион: ФК Сава 45. Гледалаца: 200. Судија: Лазар Живковић (Ниш). Помоћници: Марко Ћук, Душан Вирц. Судије у есеј простору: Андреј Шушак, Лука Илић.
Црвени картони: Енис Бибић и Александар Павловић (оба Партизан) 79 минут, Петар Милановић и Вук Штрбац (Црвена звезда) 79 минут.
Поени за Црвену звезду: 7 есеја – Денис Ченгај 13 и 51 мин, Стефан Недељковић 30 мин, Милош Зоговић 46 и 75 мин, Рајко Трифуновић 55 и 62 мин. Голови: Војислав Дедић 1/1, Милош Зоговић 7/7.
Поени за Партизана1953: 2 есеја – Тоби Дејвис 37 мин, Томислав Стојиљковић 57 мин. Голови: Џавид Јашари 2/2.
Црвена звезда: Милош Зоговић, Валентино Миловановић, Денис Ченгај, Рајко Трифуновић, Миодраг Селимовски, Стефан Недељковић, Војислав Дедић, Марко Јанковић, Владислав Дедић, Милош Ћалић, Петар Милановић, Миодраг Томић, Никола Ђурић. Резерве: Марко Шатев, Урош Мартиновић, Вук Штрбац, Адам Павловић.
Партизан1953: Драган Јанковић, Немања Манојловић, Енис Бибић, Томислав Стојиљковић, Павле Војиновић, Џавид Јашари, Александар Павловић, Војислав Карановић, Тоби Дејвис, Ђорђе Крњета, Страхиња Стојиљковић, Јасмин Бибић, Стева Стевановић. Резерве: Филип Нешић, Дарко Самарџић, Дарко Абидиновић, Филип Самарџић.
| Државни првак Републике Србије у рагбију 13 за 2022. годину.                          |
| ------------------------------------------------------------------------------------- |
| Рагби лига клуб Црвена звезда 7. титула државног првака Републике Србије у рагбију 13 |